# Janina Tomaszewska
Janina Tomaszewska (ur. 9 września 1911, zm. 26 października 1998) – polska fizjoterapeutka, lekarz, pediatra, rehabilitant (jedna z pierwszych specjalizacji w tym zakresie w Polsce), długoletnia współpracowniczka prof. Wiktora Degi.

## Życiorys
Była córką Waleriana Sikorskiego (1876–1946, nauczyciela i metodyka wychowania fizycznego, wykładowcy w Studium Wychowania Fizycznego Uniwersytetu Poznańskiego, doradcy rządowego), siostra Zbigniewa.
Ukończyła Studium Wychowania Fizycznego przy Wydziale Lekarskim oraz Wydział Lekarski Uniwersytetu Poznańskiego. Przed 1939 tworzyła początki gimnastyki wyrównawczej w szkołach na terenie Poznania. 
Po zakończeniu II wojny światowej zatrudniła się w Klinice Ortopedii i Rehabilitacji Akademii Medycznej w Poznaniu (adiunkt). Od 1948 organizowała i prowadziła tam oddział usprawniania leczniczego. Był to drugi taki oddział na świecie po nowojorskim, który stworzono w 1947. Doktoryzowała się w 1950, a habilitowała w 1964. W 1953 została jedną z dwóch pierwszych w Polsce specjalistów w zakresie rehabilitacji. Od 1961 do 1978 kierowała Kliniką Rehabilitacji Instytutu Ortopedii i Rehabilitacji poznańskiej Akademii Medycznej. Od 1960 była kierownikiem Ośrodka Szkoleniowego rehabilitacji Instytutu Matki i Dziecka w Warszawie. Wniosła kluczowy wkład w szkolenia pierwszych polskich specjalistów rehabilitacji, a także w rozwój sportu osób niepełnosprawnych. W 1978 przeszła na emeryturę.

## Zainteresowania
Do jej głównych zainteresowań naukowych należały: metodyka rehabilitacji dzieci z bocznym skrzywieniem kręgosłupa, usprawnianie chorych po złamaniu kręgosłupa z uszkodzeniem rdzenia kręgowego, rehabilitacja chorych po amputacjach i usprawnianie pacjentów w schorzeniach reumatoidalnych. Stworzyła lub współtworzyła ponad 110 publikacji naukowych. Działała społecznie. Pełniła m.in. funkcję przewodniczącej Komitetu Organizacyjnego I Krajowego Zjazdu Absolwentów Wyższych Uczelni Wychowania Fizycznego Pracujących w Rehabilitacji w Poznaniu (1962). Założono wówczas pierwsze oficjalne stowarzyszenie polskich fizjoterapeutów. Była członkiem Zarządu Głównego Polskiego Towarzystwa Walki z Kalectwem oraz Polskiego Towarzystwa Ortopedycznego i Traumatologicznego. 

## Prace
Wybrane prace:
- Badania patokinetyki mięśni po amputacji uda (1964),
- Influence of rehabilitation treatment on rheumatic muscles (1968),
- Parapodium dla dorosłych paraplegików (1976),
- Problemy protezowania w przebiegu rehabilitacji osób z wrodzonymi ubytkami kończyn górnych (1979),
- autorstwo rozdziałów w pracy Ortopedia i rehabilitacja (red. W. Dega, wyd. II, 1968)[1].